# Nemorimyza
Nemorimyza is een geslacht van insecten uit de familie van de mineervliegen (Agromyzidae), die tot de orde tweevleugeligen (Diptera) behoort.

## Soort
- N. posticata (Meigen, 1830)